# Quận Trinity, California
Quận Trinity là một quận trong tiểu bang California, Hoa Kỳ. Quận lỵ đóng tại thành phố Weaverville2. Theo Cục điều tra dân số Hoa Kỳ, dân số năm 2000 của quận này là 13022 người 2.

## Thông tin nhân khẩu
Theo điều tra dân số 2 năm 2000, quận đã có dân số 13.022 người, 5.587 hộ, và 3.625 gia đình sống trong quận. Mật độ dân số là 4 người trên một dặm vuông (2/km ²). Có 7.980 đơn vị nhà ở với mật độ trung bình là 2 cho mỗi dặm vuông (1/km ²). Cơ cấu chủng tộc dân cư quận gồm 88,87% người da trắng, 0,45% da đen hay Mỹ gốc Phi, 4,85% người Mỹ bản xứ, 0,47% người châu Á, 0,12% người đảo Thái Bình Dương, 0,88% từ các chủng tộc khác, và 4,38% từ hai hoặc nhiều chủng tộc. 3,97% dân số là người Hispanic hay Latino thuộc chủng tộc nào. 16,1% là của Đức, 13,4% tiếng Anh, 12,1% Ailen và 9,5% người Mỹ gốc theo điều tra dân số năm 2000. 97,3% nói tiếng Anh và tiếng Tây Ban Nha 1,8% là ngôn ngữ đầu tiên của họ.
Có 5.587 hộ, trong đó 25,4% có trẻ em dưới 18 tuổi sống chung với họ, 50,5% là đôi vợ chồng sống với nhau, 10,1% có chủ hộ là nữ không có mặt chồng, và 35,1% đã không có gia đình. 29,5% các hộ gia đình đã được tạo thành từ các cá nhân và 11,1% có người sống một mình 65 tuổi trở lên. Bình quân mỗi hộ là 2,29 và cỡ gia đình trung bình là 2,80.
Độ tuổi dân cư quận với 22,8% ở độ tuổi dưới 18, 5,1% 18-24, 22,7% 25-44, 32,1% 45-64, và 17,2% 65 tuổi trở lên. Tuổi trung bình là 45 năm. Cứ mỗi 100 nữ có 104,2 nam giới. Cứ mỗi 100 nữ 18 tuổi trở lên, đã có 102,6 nam giới.
Thu nhập trung bình cho một hộ gia đình trong quận đã được $ 27.711, và thu nhập trung bình cho một gia đình là $ 34.343. Nam giới có thu nhập trung bình $ 31.131 so với 24.271 $ cho phái nữ. Thu nhập trên đầu cho các quận được $ 16.868. Giới 14,1% gia đình và 18,7% dân số sống dưới mức nghèo khổ, bao gồm 26,2% những người dưới 18 tuổi và 7,2% có độ tuổi từ 65 trở lên. 